# Atanasie Anghel Popa
Atanasie Anghel Popa (Bábolna, 1660 – Gyulafehérvár, 1713. augusztus 19.) a gyulafehérvári görögkatolikus egyházmegye püspöke, valamint a román görögkatolikus egyház elöljárója volt 1701–1713 között.